# إمباليا كامارا
إِمْبَالِيَا كَامَارَا (بالفرنسية: M'Balia Camara)‏ (من مواليد عام 1929 - والمُتوفاة في 18 فبراير 1955) هي ناشطة غينية.

## حياتها
وُلدت كامارا في بوسية في ولاية دوبريكا لعائلة ريفية. أصبحت كامارا في بدايات حياتها ناشطة في التجمع الديمقراطي الأفريقي، إلى جانب زوجها ثيرنو كامارا. عاش الزوجان في توندون، حيث أشرفت كامارا على عمل لجنة النساء المحلية للحزب. كان الزعيم المحلي المامي ديفيد سيلا يعارض إجراءات هيئة الإذاعة والتلفزة، وفي فبراير 1955 جاء إلى قرية بمبايا لجمع الضرائب. اندلع صراع قوي واقتحم سيلا منزل كاماراس. كان ماباليا هناك في أواخر شهور الحمل. هاجمها سيلا بسيفه الضالع وشقّ بطنها. تم نقلها إلى مستشفى في كوناكري في محاولةٍ لإنقاذها هي وجنينها، ولكن تُوفي الجنين في 11 فبراير. تُوفيت ماباليا بعد أسبوع واحد من وقاة جنينها.
تم وصف موت كامارا بأنه حدث جاذب في تاريخ كفاح غينيا من أجل الاستقلال. وضع أحد التقديرات الحشد في جنازتها لأكثر من 10000 شخص، بدلاً من 1500 شخص كما ادعت الشرطة. كُتبت الأغاني عن تضحيتها، وتم تقديمها كنموذج للنساء الغينيات في الكفاح ضد الاستعمار. لا تزال كامارا تحصل على التكريم في غينيا بسبب نشاطها المسلح. كما تحمل ساحة السوق الرئيسية في كوناكري اسمها.